# لشکر یکم هوابرد (بریتانیا)
لشکر ۱ هوابرد بریتانیا (انگلیسی: 1st Airborne Division) لشکر پیاده‌نظام هوابرد نیروی زمینی بریتانیا بود، که در سال ۱۹۴۱ تأسیس شد و در سال ۱۹۴۵ منحل گردید.
لشکر اول هوابرد، یک لشکر پیاده نظام هوابرد ارتش بریتانیا در طول جنگ جهانی دوم بود. این لشکر در اواخر سال ۱۹۴۱ در طول جنگ جهانی دوم، پس از آنکه نخست وزیر بریتانیا، وینستون چرچیل، خواستار نیروی هوابرد شد، تشکیل گردید و در ابتدا تحت فرماندهی سرلشکر فردریک براونینگ بود. این لشکر یکی از دو لشکر هوابردی بود که توسط ارتش بریتانیا در طول جنگ ایجاد شد، و لشکر دیگر، لشکر ۶ هوابرد بود که در ماه مه ۱۹۴۳ با استفاده از واحدهای سابق لشکر اول هوابرد ایجاد شد.
دو ماموریت اول این لشکر، عملیات گاز انبری، فرود با چتر نجات در فرانسه، و عملیات تازه‌کار، یک ماموریت با گلایدر در نروژ، بود. بخشی از این لشکر در پایان سال ۱۹۴۲ به شمال آفریقا اعزام شد، جایی که در طول چند هفته بعد در نقش پیاده‌نظام در طول نبرد تونس جنگید و هنگامی که متفقین در ژوئیه ۱۹۴۳ به سیسیل حمله کردند، این لشکر دو فرود به اندازه تیپ انجام داد. اولین عملیات، عملیات لادبروک، که توسط پیاده‌نظام گلایدر تیپ اول فرود هوایی انجام شد و دومین عملیات، عملیات فوستین، که توسط تیپ اول چترباز انجام شد، به هیچ وجه موفق نبودند. لشکر اول هوابرد سپس در یک عملیات آبی-خاکی عمدتاً انحرافی با نام رمز عملیات اسلپ‌استیک، به عنوان بخشی از حمله متفقین به ایتالیا در سپتامبر ۱۹۴۳ شرکت کرد.
در ماه دسامبر، بیشتر لشکر اول هوابرد (به جز تیپ دوم چترباز که در ایتالیا باقی مانده بود) به انگلستان بازگشتند و آموزش و آماده‌سازی برای حمله متفقین به نرماندی را آغاز کردند. این لشکر در فرودهای نرماندی در ژوئن ۱۹۴۴ شرکت نکرد و در حالت ذخیره نگهداری می‌شد. در سپتامبر ۱۹۴۴، لشکر اول هوابرد در عملیات مارکت گاردن شرکت کرد. این لشکر، به همراه تیپ اول چتربازان لهستان که به طور موقت با آن ادغام شده بود، در فاصله ۶۰ مایلی (۹۷ کیلومتری) پشت خطوط آلمان فرود آمد تا گذرگاه‌هایی را در رودخانه راین تصرف کند و در نبرد آرنهم جنگید. پس از ناکامی در دستیابی به اهداف خود، لشکر محاصره شد و تلفات بسیار سنگینی متحمل گردید، اما به مدت نه روز مقاومت کرد تا اینکه بازماندگان تخلیه شدند.
بقایای لشکر اول هوابرد اندکی پس از آن به انگلستان بازگشتند. این لشکر هرگز به طور کامل از خسارات خود در آرنهم بهبود نیافت و تیپ چهارم چتربازان منحل شد. درست پس از پایان جنگ در اروپا، این تشکیلات فرسوده در عملیات روز رستاخیز در نروژ در ماه مه ۱۹۴۵ شرکت کرد. آنها وظیفه خلع سلاح و بازگرداندن ارتش آلمان را بر عهده داشتند. لشکر اول هوابرد سپس به انگلستان بازگشت و در نوامبر ۱۹۴۵ منحل شد.